# 江以東
江以東（1533年—1586年），字貞伯，直隸滁州府全椒縣人，民籍，明朝政治人物。

## 生平
嘉靖三十七年（1558年）戊午科應天府鄉試第二十三名舉人。隆慶二年（1568年）中式戊辰科會試第十六名，二甲第三十三名進士。授南京户部廣西司主事，满一考，进封工部虞衡司郎中。萬曆改元，擢南京吏部考功司郎中，三年典察南京官员，萬曆五年（1577年）正月升江西提学副使，念祖母胡氏年九十，七年乞致仕。十四年七月卒，年五十四歲。

## 家族
曾祖江泰，壽官；祖父江榮，順天府庫大使；父江鍾，母林氏；繼母朱氏。慈侍下。弟以潮、以清、以漸。三子：文遇、文進（邵夢麟女婿）、文遠。